# Autopromocja
Autopromocja – przekaz pochodzący od dostawcy usługi medialnej mający służyć bezpośrednio lub pośrednio promocji jego audycji, towarów lub usług.